# Condutores de Cadáver
Condutores de Cadáver foi uma das primeiras bandas de punk rock brasileiras formada em 1979, em São Paulo.

## História
Formada no distrito do Tremembé por Callegari na guitarra, Índio no vocal, Hélio no baixo e Nelsinho "Teco Teco" na bateria, o Condutores de Cadáver nasceu de outra banda chamada N.A.I. (Nós Acorrentados no Inferno) que durou apenas um show, no qual tocou o Restos de Nada e o AI-5. Após esse show, no final de 1979, entra o baixista Clemente do Restos de Nada no lugar de Hélio, e sugere que o N.A.I. mude o nome para Condutores de Cadáver. Hélio se juntaria ao Redson para formar o Cólera, outra banda célebre do cenário punk brasileiro.
Muito diferente da proposta da Restos de Nada, preocupavam-se mais em chocar a audiência com as performances de seu vocalista e com as letras mais blasfemas do punk rock nacional. No início, as bandas sempre se apresentavam juntas, pois nenhuma tinha aparelhagem suficiente para fazer um show solo.
Em um show no Teatro Pulga, no centro de São Paulo, em que tocou a banda Verminose de Kid Vinil, a banda chegou junto com a gangue da Carolina e pela pressão exercida pelos punks ali presentes, Kid Vinil cedeu seus instrumentos para que a banda se apresentasse.
A banda acabou em 1981. Clemente e Callegari formaram o Inocentes, e Índio o Hino Mortal.
Em 2001, se reuniram novamente com Índio no vocal, Callegari na guitarra, Hélio no baixo e Babão na bateria e tocaram no encerramento do festival punk A Um Passo do Fim do Mundo, que aconteceu nos dias 24 e 25 de novembro de 2001 em São Paulo, que contou com a participação de mais 50 bandas.
Em dezembro de 2001, lançaram um compacto homônimo em vinil com quatro faixas numa edição de apenas 500 cópias. Até então os únicos registros fonográficos da banda eram alguns cassetes piratas, editados por pequenos selos europeus, com gravações caseiras de shows ou ensaios.

## Discografia

### Álbuns de estúdio
- Condutores de Cadáver (EP, 2001)

### Compilações
- Botinada: a Origem do Punk no Brasil (CD, 2006, ST2)